# کریخانستاد
کریخانستاد (به سوئدی: Kristianstad) در بخش کریخانستاد در کشور سوئد واقع شده‌است. جمعیت این شهر ۱۸۷۲٫۵۱ نفر است.

## نگارخانه

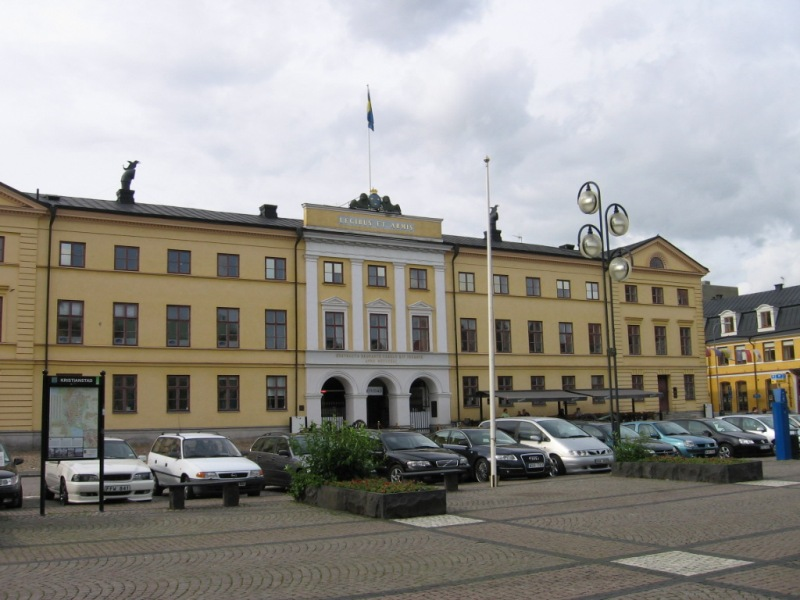
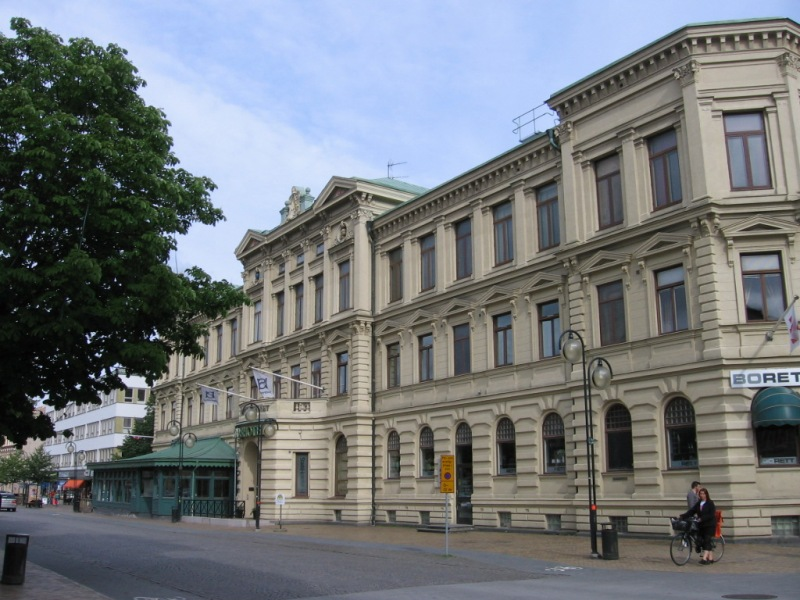
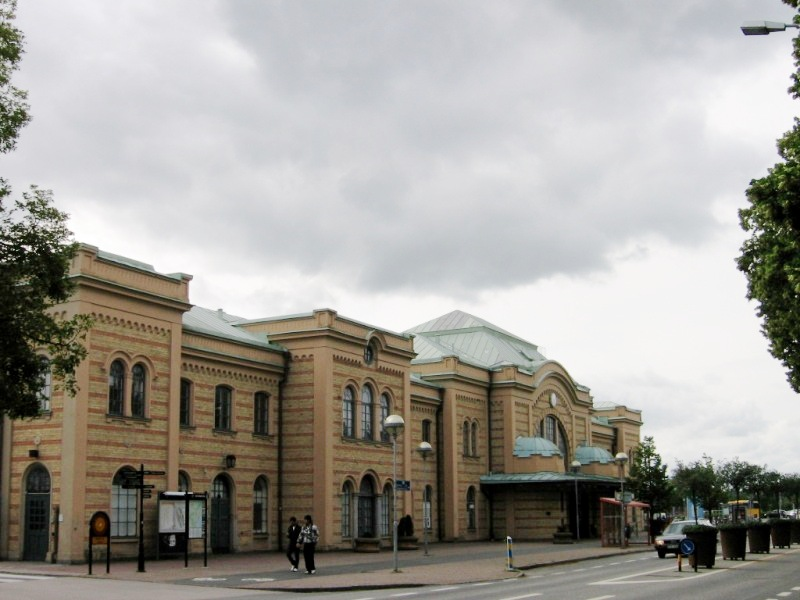
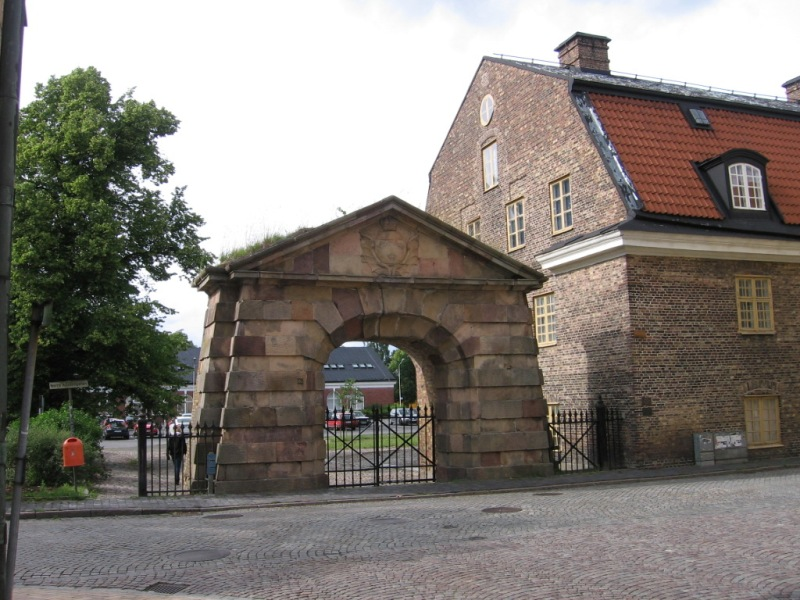
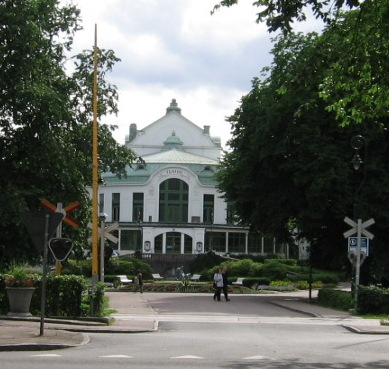
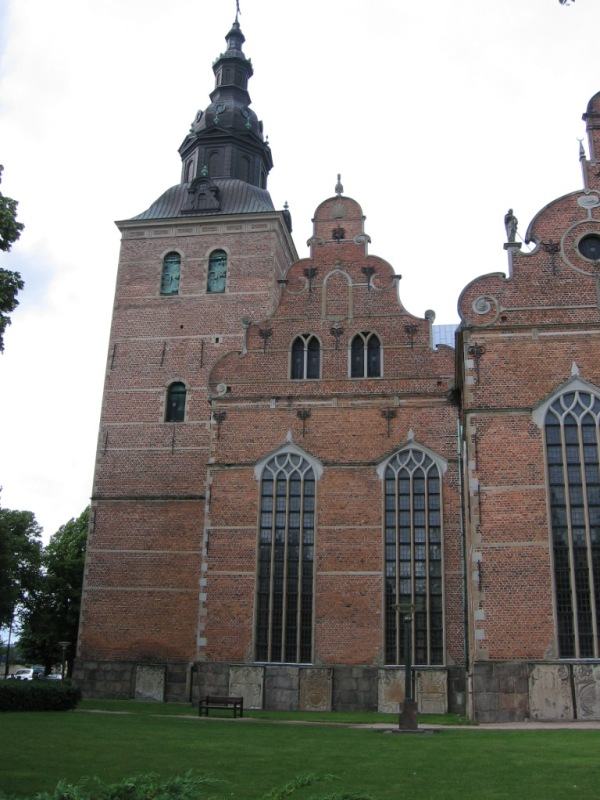
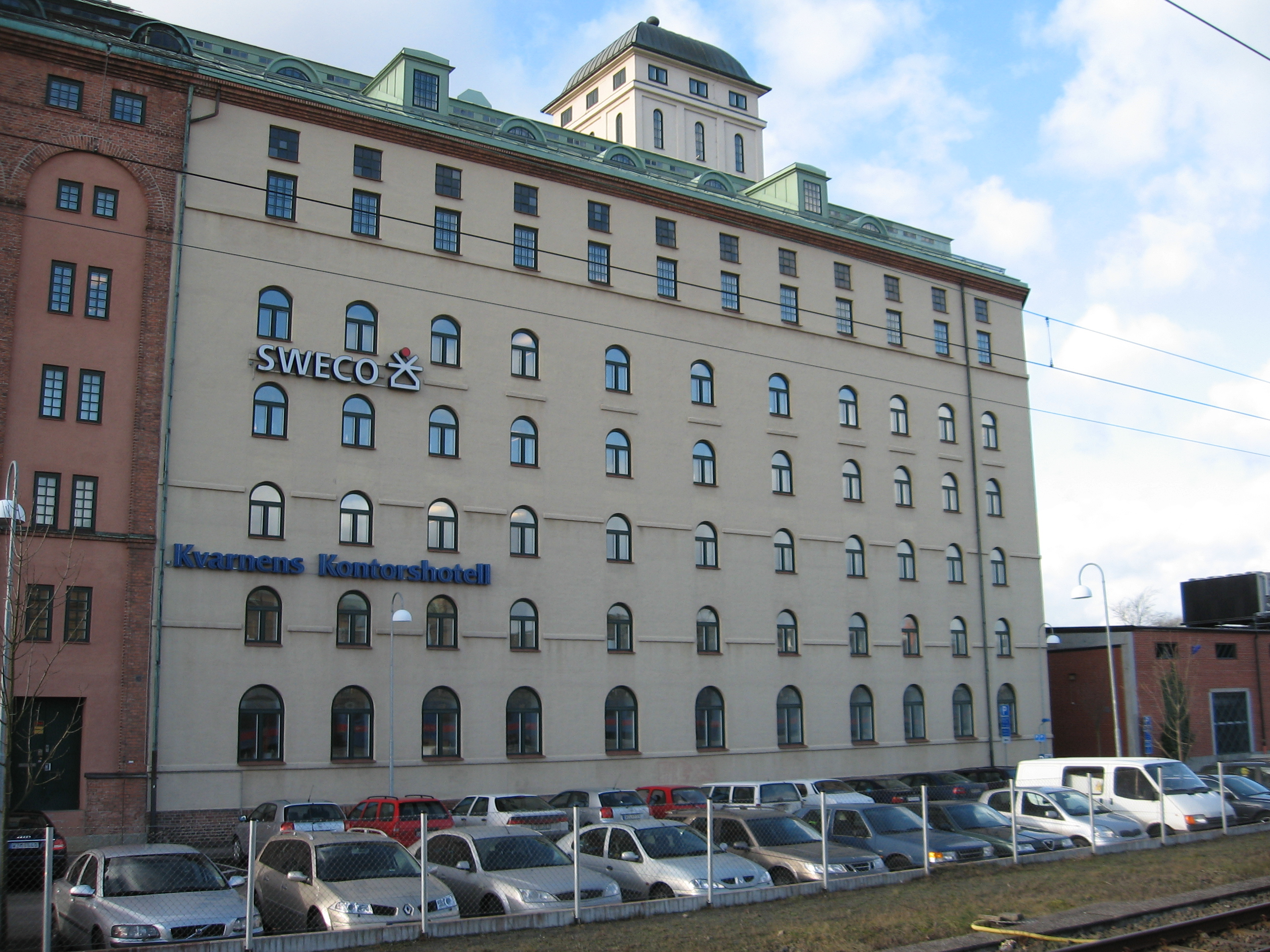
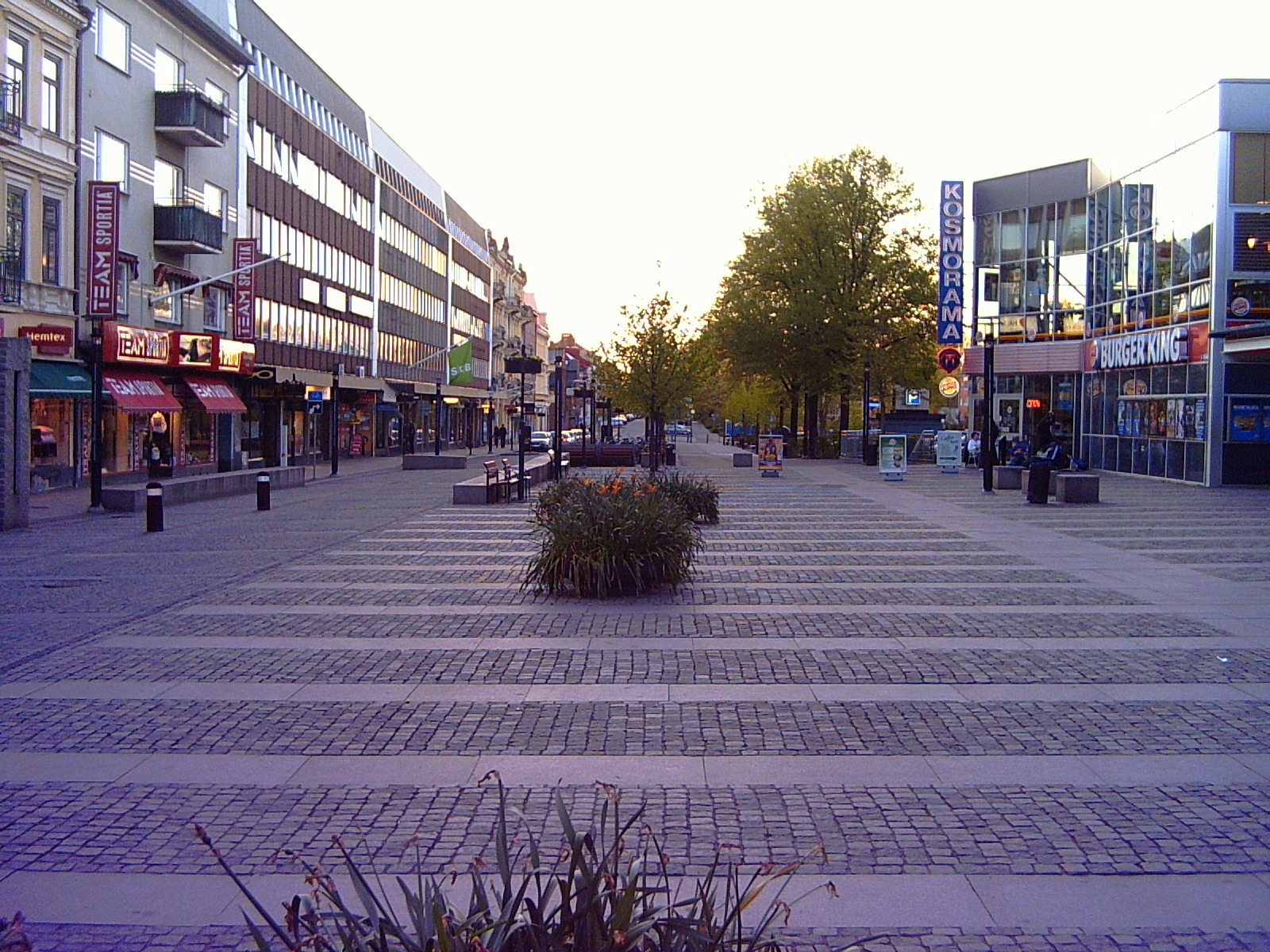
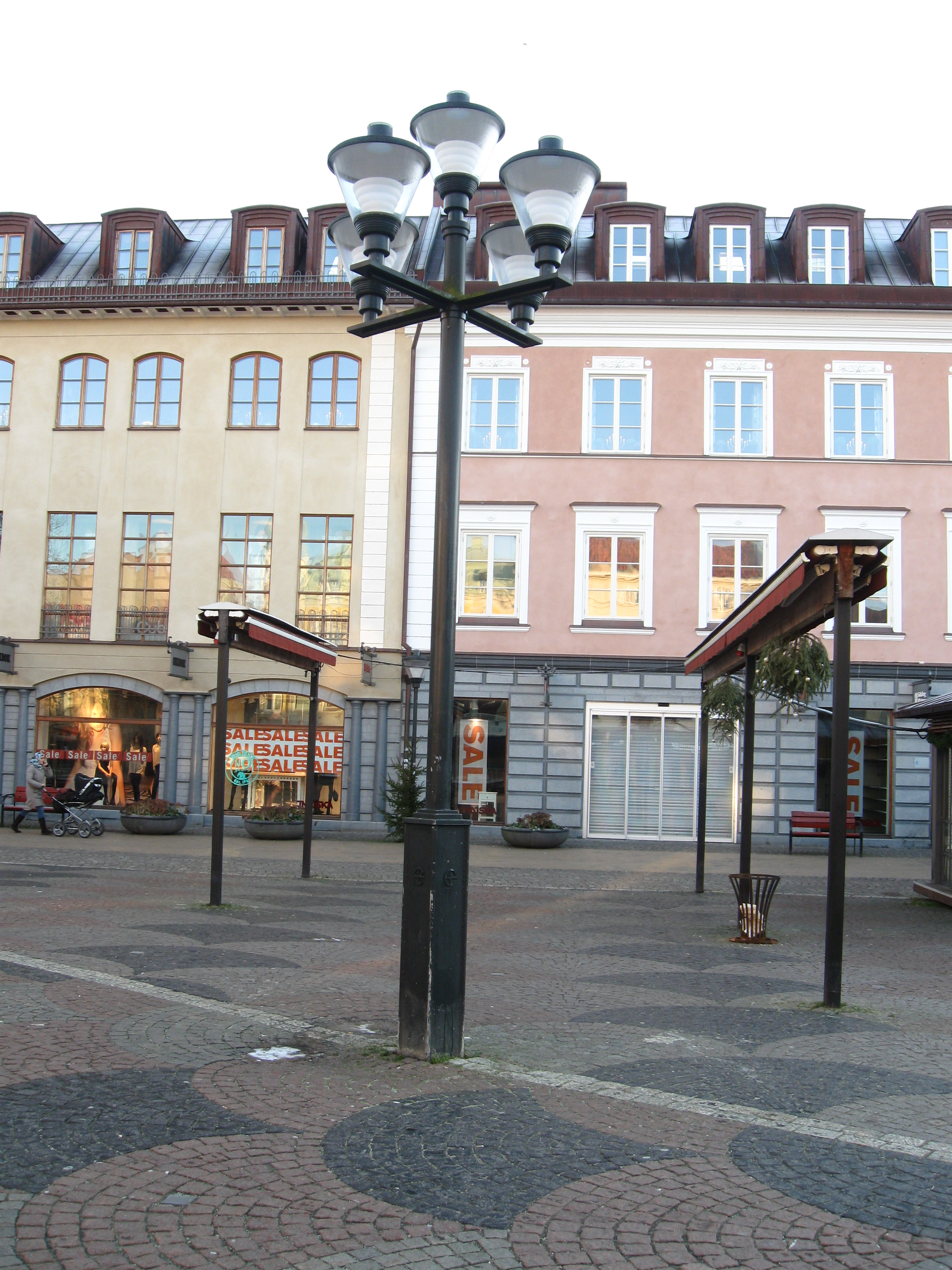
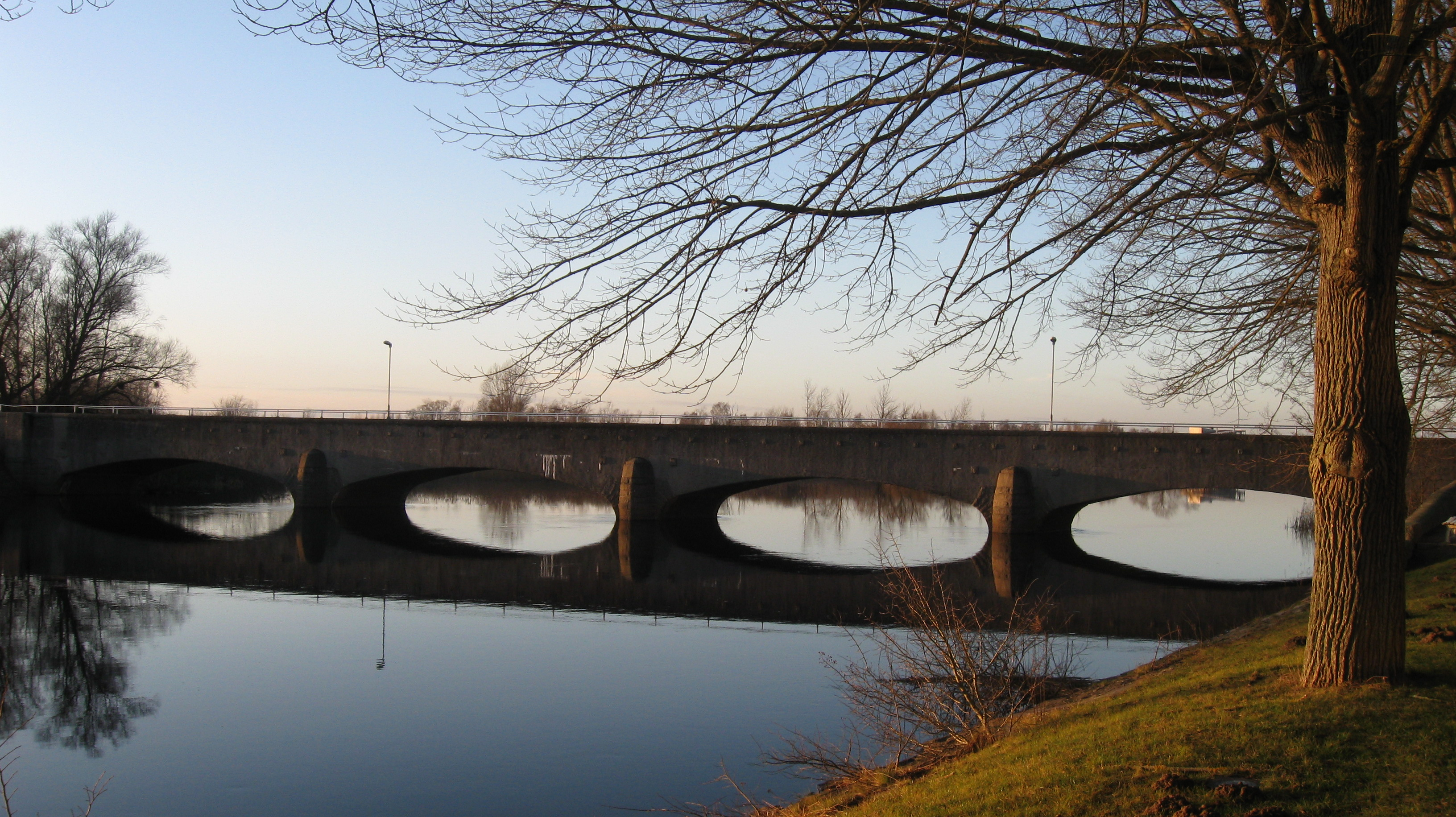